# Oxybrachioppia barbata
Oxybrachioppia barbata är en kvalsterart som först beskrevs av Choi 1986.  Oxybrachioppia barbata ingår i släktet Oxybrachioppia och familjen Oppiidae. Inga underarter finns listade i Catalogue of Life.